# Aston Martin AMR23
Chronologie des modèles (2023)
Aston Martin AMR22 Aston Martin AMR24
L'Aston Martin AMR23 est la monoplace de Formule 1 engagée par l'écurie britannique Aston Martin F1 Team dans le cadre du championnat du monde de Formule 1 2023. Elle est pilotée par l'Espagnol Fernando Alonso, qui rejoint la structure britannique, et par le Canadien Lance Stroll, qui entame sa cinquième saison avec l'écurie.

## Présentation
La monoplace et sa livrée sont dévoilées le 13 février 2023. 
Lance Stroll effectue les premiers tours de piste de l'AMR23 le 15 février 2023 sur le circuit de Silverstone. 
L'équipe commence l'année par trois podiums consécutifs de Fernando Alonso qui termine quatrième du championnat du monde. L'écurie se classe à la cinquième place du championnat des constructeurs.

## Résultats en championnat du monde de Formule 1
| Saison | Écurie                                         | Moteur                                                  | Pneus   | Pilotes         | Courses | Courses | Courses | Courses | Courses | Courses | Courses | Courses | Courses | Courses | Courses | Courses | Courses | Courses | Courses | Courses | Courses | Courses | Courses | Courses | Courses | Courses | Points inscrits | Classement |
| Saison | Écurie                                         | Moteur                                                  | Pneus   | Pilotes         | 1       | 2       | 3       | 4       | 5       | 6       | 7       | 8       | 9       | 10      | 11      | 12      | 13      | 14      | 15      | 16      | 17      | 18      | 19      | 20      | 21      | 22      | Points inscrits | Classement |
| ------ | ---------------------------------------------- | ------------------------------------------------------- | ------- | --------------- | ------- | ------- | ------- | ------- | ------- | ------- | ------- | ------- | ------- | ------- | ------- | ------- | ------- | ------- | ------- | ------- | ------- | ------- | ------- | ------- | ------- | ------- | --------------- | ---------- |
| 2023   | Aston Martin Aramco Cognizant Formula One Team | Mercedes-AMG V6 turbo hybride F1 M14 E Performance 1.6L | Pirelli |                 | BAH     | SAU     | AUS     | AZE     | MIA     | MON     | ESP     | CAN     | AUT     | GBR     | HON     | BEL     | P-B     | ITA     | SIN     | JAP     | QAT     | USA     | MEX     | SAO     | LAS     | ABU     | 280             | 5e         |
| 2023   | Aston Martin Aramco Cognizant Formula One Team | Mercedes-AMG V6 turbo hybride F1 M14 E Performance 1.6L | Pirelli | Fernando Alonso | 3e      | 3e      | 3e      | 4e      | 3e      | 2e      | 7e      | 2e      | 5e      | 7e      | 9e      | 5e      | 2e      | 9e      | 15e     | 8e      | 6e      | Abd.    | Abd.    | 3e      | 9e      | 7e      | 280             | 5e         |
| 2023   | Aston Martin Aramco Cognizant Formula One Team | Mercedes-AMG V6 turbo hybride F1 M14 E Performance 1.6L | Pirelli | Lance Stroll    | 6e      | Abd.    | 4e      | 7e      | 12e     | Abd.    | 6e      | 9e      | 9e      | 14e     | 10e     | 9e      | 11e     | 15e     | Forf.   | Abd.    | 11e     | 7e      | 17e*    | 5e      | 5e      | 10e     | 280             | 5e         |

Légende : ici 
- *Le pilote n'a pas terminé la course mais est classé pour avoir parcouru 90% de la distance.